# Charierges
Charierges is een geslacht van vlinders van de familie uilen (Noctuidae), uit de onderfamilie Cuculliinae.

## Soorten
- C. brunneomedia Draudt, 1950
- C. nigralba Draudt, 1950